# Félix Torres
Artikeln följer den spanska namnseden; faderns efternamn är Torres och moderns efternamn Caicedo.
Felix Eduardo Torres Caicedo, född 11 januari 1997, är en ecuadoriansk fotbollsspelare som spelar för mexikanska Santos Laguna. Han spelar även för Ecuadors landslag.

## Klubbkarriär
I juli 2019 värvades Torres av mexikanska Santos Laguna. I september 2021 förlängde han sitt kontrakt i klubben med fyra år.

## Landslagskarriär
Torres debuterade för Ecuadors landslag den 10 september 2019 i en 3–0-vinst över Bolivia. Han har varit en del av Ecuadors trupp vid Copa América 2021.